# Campeonato Mundial Júnior de Patinação Artística no Gelo de 1995
O Campeonato Mundial Júnior de Patinação Artística no Gelo de 1995 foi a vigésima edição do Campeonato Mundial Júnior de Patinação Artística no Gelo, um evento anual de patinação artística no gelo organizado pela União Internacional de Patinação (em inglês:  International Skating Union) onde os patinadores artísticos competem pelo título de campeão mundial júnior. A competição foi disputada entre os dias 21 de novembro e 27 de novembro de 1994, na cidade de Budapeste, Hungria.

## Eventos
- Individual masculino
- Individual feminino
- Duplas
- Dança no gelo

## Medalhistas
| Evento                        | Ouro                                        | Prata                                               | Bronze                                       |
| Individual masculino detalhes | Ilia Kulik · Rússia                         | Thierry Cerez · França                              | Seiichi Suzuki · Japão                       |
| Individual feminino detalhes  | Irina Slutskaya · Rússia                    | Elena Ivanova · Rússia                              | Krisztina Czakó · Hungria                    |
| Duplas detalhes               | Maria Petrova · Anton Sikharulidze · Rússia | Danielle Hartsell · Steve Hartsell · Estados Unidos | Evgenia Filonenko · Igor Marchenko · Ucrânia |
| Dança no gelo detalhes        | Olga Sharutenko · Dmitri Naumkin · Rússia   | Stephanie Guardia · Franck Laporte · França         | Iwona Filipowicz · Michal Szumski · Polônia  |

## Resultados

### Individual masculino
| Pos.              | Nome              | Nacionalidade    |
| ----------------- | ----------------- | ---------------- |
| Medalha de ouro   | Ilia Kulik        | Rússia           |
| Medalha de prata  | Thierry Cerez     | França           |
| Medalha de bronze | Seiichi Suzuki    | Japão            |
| 4                 | Xia Li            | China            |
| 5                 | Evgeny Martynov   | Ucrânia          |
| 6                 | Paolo Vaccari     | Canadá           |
| 7                 | Szabolcs Vidrai   | Hungria          |
| 8                 | Naoki Shigematsu  | Japão            |
| 9                 | Jens ter Laak     | Alemanha         |
| 10                | Derrick Delmore   | Estados Unidos   |
| 11                | Takashi Yamamoto  | Japão            |
| 12                | Neil Wilson       | Reino Unido      |
| 13                | David D'Cruz      | Canadá           |
| 14                | Timothy Goebel    | Estados Unidos   |
| 15                | Jaroslav Merkepel | Ucrânia          |
| 16                | Roman Serov       | Israel           |
| 17                | Yang Jiang        | China            |
| 18                | Patrick Meier     | Suíça            |
| 19                | Jan Čejvan        | Eslovênia        |
| 20                | Petr Jaros        | República Tcheca |
| 21                | Róbert Kažimír    | Eslováquia       |
| 22                | Florian Tuma      | Áustria          |
| 23                | Kfir Natan        | Israel           |
| 24                | Adam Zalegowski   | Polônia          |
| WD                | John Bevan        | Estados Unidos   |
| ...               |                   |                  |

### Individual feminino
| Pos.              | Nome               | Nacionalidade    |
| ----------------- | ------------------ | ---------------- |
| Medalha de ouro   | Irina Slutskaya    | Rússia           |
| Medalha de prata  | Elena Ivanova      | Rússia           |
| Medalha de bronze | Krisztina Czakó    | Hungria          |
| 4                 | Tara Lipinski      | Estados Unidos   |
| 5                 | Vanessa Gusmeroli  | França           |
| 6                 | Lucinda Ruh        | Suíça            |
| 7                 | Zuzanna Szwed      | Polônia          |
| 8                 | Shizuka Arakawa    | Japão            |
| 9                 | Maria Nikitochkina | Bielorrússia     |
| 10                | Yulia Lavrenchuk   | Ucrânia          |
| 11                | Kateřina Beránková | República Tcheca |
| 12                | Jamie Salé         | Canadá           |
| 13                | Alisa Drei         | Finlândia        |
| 14                | Irena Zemanová     | República Tcheca |
| 15                | Yulia Razorenova   | Rússia           |
| 16                | Chrisha Gossard    | Estados Unidos   |
| 17                | Eva-Maria Fitze    | Alemanha         |
| 18                | Teresa Aiello      | Estados Unidos   |
| 19                | Joanne Carter      | Austrália        |
| 20                | Rebecca Salisbury  | Canadá           |
| 21                | Júlia Sebestyén    | Hungria          |
| 22                | Yukiko Kawasaki    | Japão            |
| 23                | Veronika Dytrt     | República Tcheca |
| 24                | Julia Lautowa      | Áustria          |
| ...               |                    |                  |

### Duplas
| Pos.              | Nome                                | Nacionalidade  |
| ----------------- | ----------------------------------- | -------------- |
| Medalha de ouro   | Maria Petrova / Anton Sikharulidze  | Rússia         |
| Medalha de prata  | Danielle Hartsell / Steve Hartsell  | Estados Unidos |
| Medalha de bronze | Evgenia Filonenko / Igor Marchenko  | Ucrânia        |
| 4                 |                                     |                |
| 5                 | Samantha Marchant / Chad Hawse      | Canadá         |
| ...               |                                     |                |
| 12                | Erin Stirling / Ryan Stirling       | Canadá         |
| 13                | Genevieve Coulombe / Sacha Blanchet | Canadá         |
| ...               |                                     |                |

### Dança no gelo
| Pos.              | Nome                               | Nacionalidade |
| ----------------- | ---------------------------------- | ------------- |
| Medalha de ouro   | Olga Sharutenko / Dmitri Naumkin   | Rússia        |
| Medalha de prata  | Stephanie Guardia / Franck Laporte | França        |
| Medalha de bronze | Iwona Filipowicz / Michal Szumski  | Polônia       |
| 4                 |                                    |               |
| 5                 | Amanda Cotroneo / Mark Bradshaw    | Canadá        |
| ...               |                                    |               |
| 15                | Fany Des Gagné / Jonathan Pankratz | Canadá        |
| ...               |                                    |               |

## Quadro de medalhas
| Ordem | País           | Medalha de ouro | Medalha de prata | Medalha de bronze |    | Ordem por total |
| ----- | -------------- | --------------- | ---------------- | ----------------- | -- | --------------- |
| 1     | Rússia         | 4               | 1                |                   | 5  | 1               |
| 2     | França         |                 | 2                |                   | 2  | 2               |
| 3     | Estados Unidos |                 | 1                |                   | 1  | 3               |
| 4     | Hungria        |                 |                  | 1                 | 1  | 3               |
| 4     | Japão          |                 |                  | 1                 | 1  | 3               |
| 4     | Polônia        |                 |                  | 1                 | 1  | 3               |
| 4     | Ucrânia        |                 |                  | 1                 | 1  | 3               |
| TOTAL | TOTAL          | 4               | 4                | 4                 | 12 | —               |